# Tetlin
Tetlin is een plaats (census-designated place) in de Amerikaanse staat Alaska, en valt bestuurlijk gezien onder Southeast Fairbanks Census Area.

## Demografie
Bij de volkstelling in 2000 werd het aantal inwoners vastgesteld op 117.

## Geografie
Volgens het United States Census Bureau beslaat de plaats een oppervlakte van
186,4 km², waarvan 182,4 km² land en 4,0 km² water.

## Plaatsen in de nabije omgeving
De onderstaande figuur toont nabijgelegen plaatsen in een straal van 56 km rond Tetlin.